# خلیست

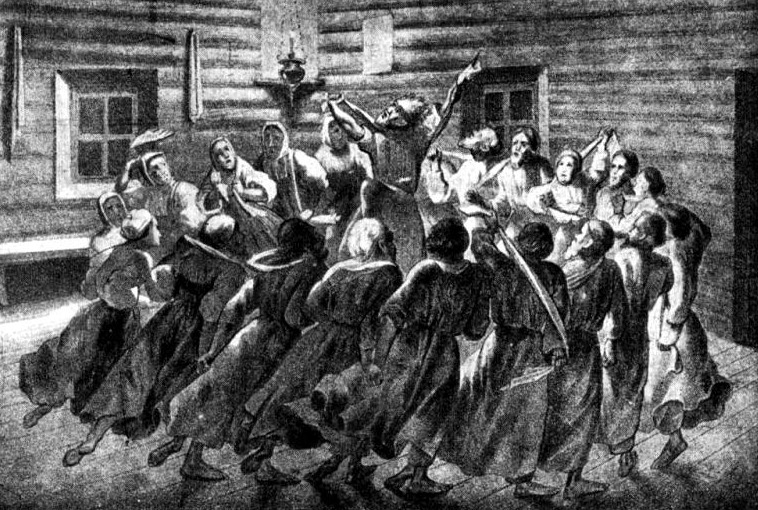
مراسم خلسه خلیست‌ها («رادِنیِه»)

خلیست یا خلیستی (روسی: Хлысты به معنی «شلاق») یک فرقهٔ مسیحی زیرزمینی بود که از کلیسای ارتدکس روسیه جدا شد و از اوایل قرن هفدهم تا اواخر قرن بیستم وجود داشت.

## اعتقادات و اعمال
خلیست‌ها به امکان ارتباط مستقیم با روح القدس و تجسم آن در انسانهای زنده اعتقاد داشتند. هر یک از رهبران آنها «خدای زنده» بودند و هر جماعتی مسیح و مادر خدای خاص خود را داشتند که توسط رهبرکل فرقه منصوب شده بودند. علاوه بر این، آنها معتقد بودند که روح القدس می‌تواند بر سر هر یک از آنها در حالت وجد که در طی مراسمی به نام رادنیه («شادی») بدست آوردند نازل شود.
خلیست‌ها یک زهد افراطی را تمرین می‌کردند تا خود را برای پذیرش روح القدس در بدنشان آماده کنند. آنها از مشروبات الکلی خودداری می‌کردند و اغلب روزها یا هفته‌ها روزه می‌گرفتند. اگرچه ازدواج برای اهداف عملی مجاز بود، «زیرا کمک همسر برای یک دهقان ضروری بود» اما انجام روابط جنسی، حتی با همسر خود، گناه بود. در ارتباط با این ریاضت عمل خود زنی همراه مراسم رادنیه انجام می‌گرفت.

## نفوذ
خلیستی ریشهٔ همهٔ فرقه گرایی‌های روسی است.

### ارتباط با راسپوتین
در سال ۱۹۱۰، سوفیا ایوانونا تیوتچوا ندیمهٔ فرزندان خاندان سلطنتی روسیه، بعد از دسترسی راسپوتین به اتاقهای بچه‌ها و دیدن آنها در لباس خوابشان ادعا کرد که گریگوری راسپوتین به فرقهٔ خلیستی تعلق دارد.
سی ال سولزبرگر می‌نویسد که راسپوتین «فلسفهٔ خلیست‌ها را پذیرفت حتی اگر عضویتش ثابت نشده باشد.»
دختر راسپوتین ماریا، ادعا کرد پدرش تنها روی این فرقه تحقیق می‌کرده و شایعات بی اساس است.

## کتابشناسی
- Buss, Andreas (2003). The Russian-Orthodox Tradition and Modernity. Brill. ISBN 9789047402725.
- Clay, J. Eugene (1985). "God's People in the early eighteenth century: The Uglich affair of 1717". Cahiers du Monde Russe. 26 (1): 69–124. doi:10.3406/cmr.1985.2034.
- Radzinsky, Edvard (2000). The Rasputin File. Anchor. ISBN 0-385-48910-2.
- Rasputin, Maria; Barham, Patte (1977). Rasputin: The Man Behind the Myth. Prentice-Hall. ISBN 0-446-82480-1.
- Sulzberger, C. L. (1977). The Fall of Eagles. New York: Crown Publishers. ISBN 0-517-52817-7.